# Анены
Анены (рум. Anini, Анинь) — село в Хынчештском районе Молдавии. Наряду с сёлами Лапушна и Руска входит в состав коммуны Лапушна.

## География
Село расположено на высоте 148 метров над уровнем моря.

## Население
По данным переписи населения 2004 года, в селе Анинь проживает 197 человек (97 мужчин, 100 женщин).
Этнический состав села:
| Национальность | Число жителей | Процентный состав |
| -------------- | ------------- | ----------------- |
| молдаване      | 178           | 90.36             |
| украинцы       | 7             | 3.55              |
| русские        | 4             | 2.03              |
| румыны         | 4             | 2.03              |
| евреи          | 4             | 2.03              |
| Всего          | 197           | 100%              |